# Онгъл
Онгъл (или Онглос) е първото поселение на Аспаруховите прабългари след заселването им на Долни Дунав през втората половина на VII век. Укрепеният лагер и едноименната местност се намирали в района на дунавската делта, но точното им местонахождение не е установено безспорно. Името се среща у византийските историци и хронисти Теофан Изповедник (под формата Оглос) и патриарх Никифор (под формата Онглос). Предполага се, че укрепеният лагер на прабългарите е бил на несъществуващия днес остров Певки. Смята, че това име произхожда от старогръцката дума за „ъгъл“, но се поддържа и мнението, че на старотюркски думата има значение на „укрепено място“ с корен думата аул.

## Версии за местонахождението на Онгъла
Най-разпространената от версиите е, че Онгъла е укрепеният лагер с площ от 48 км2, открит от археолози край село Никулица (до Тулча, Северна Добруджа). Друга версия поставя Онгъла в района на Галац, до река Серет. Част от учените смятат, че Онгъла се е намирал в днешна Бесарабия.

## Битката при Онгъла
След разпадането на държавата Велика България на кан Кубрат, Кубратовият син Аспарух и предвожданите от него прабългари мигрират под натиска на хазарите по северното крайбрежие на Черно море в западна посока. Те прекосяват река Днепър и Днестър и в края на 60-те години на VII век се установяват в Онгъла, в непосредствено съседство с Византия. Опитът на император Константин IV Погонат през 681 г. да унищожи новите съседи на империята завършва с разгром на византийците в битката при Онгъла. След тази битка Аспаруховите прабългари установяват държавата си в териториите между Дунав и Стара планина, отнети от византийците.

## Средище на България
След 680 г. до смъртта на Аспарух (около 701 г.) Онгъла е основно военно средище на българската държава заради хазарската заплаха от изток. По същото време Дунавска България разполага с втора столица – Плиска, разположена срещу византийската заплаха от юг. Плиска измества Онгъла като първостепенен политически център на българите към средата на VIII век.